# Hard Rock Hotel & Casino Atlantic City

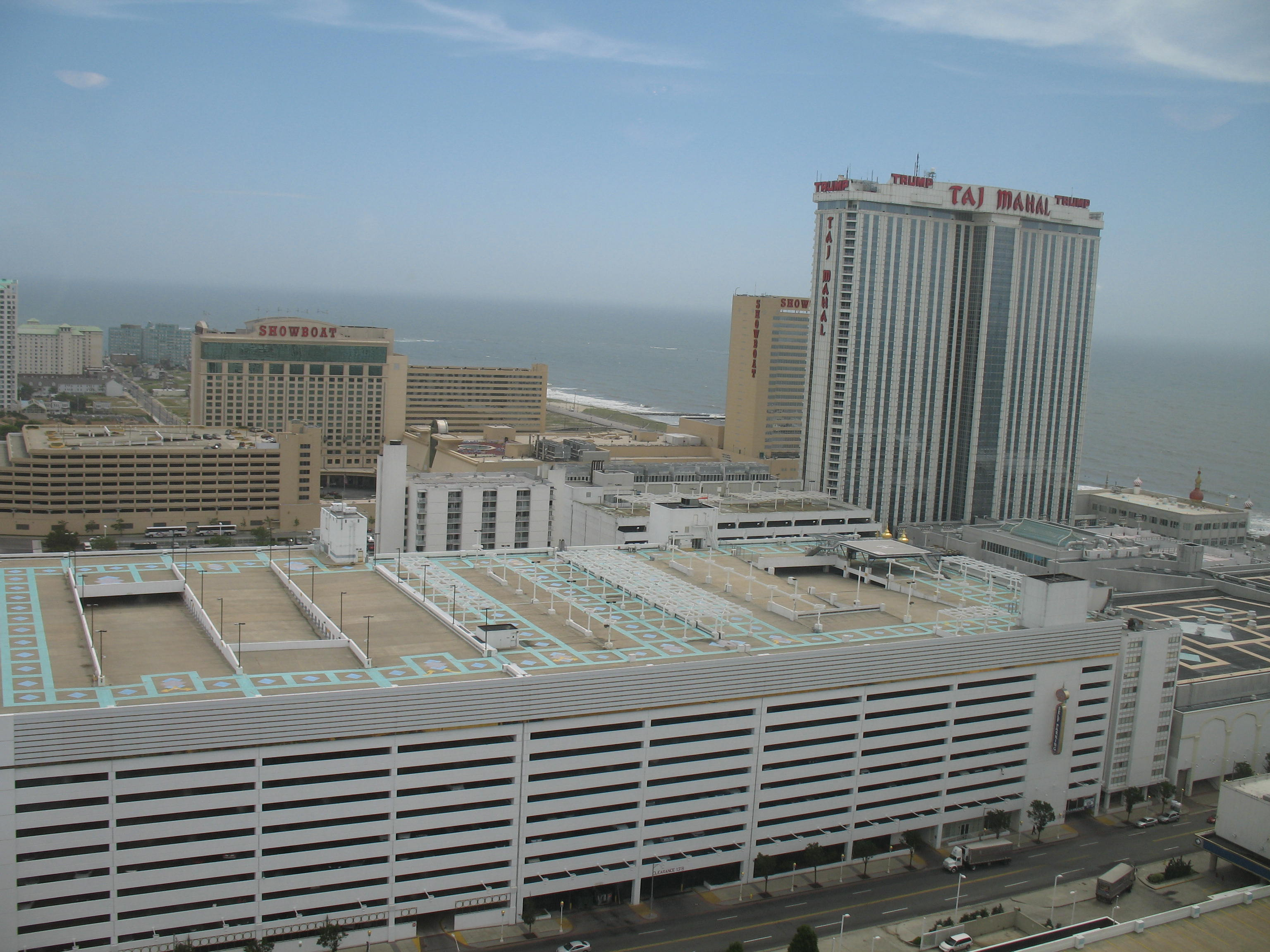
The Trump Taj Mahal Casino Hotel (prima della costruzione della Chairman Tower)

Hard Rock Hotel & Casino Atlantic City (precedentemente Trump Taj Mahal) è un casinò sul lungomare di Atlantic City, nel New Jersey, di proprietà di Hard Rock International.
Il casinò, originariamente noto come Trump Taj Mahal, fu inaugurato dall'allora proprietario Donald Trump nel 1990 e apparteneva al Trump Entertainment Resorts, l'edificio è stato progettato dallo studio di architettura Friedmutter Group, Inc. Il suo nome è composto dal nome di un gioiello dell'architettura indiana, il Taj Mahal, e l'uomo che ha portato a questo progetto, vale a dire Donald Trump.
È composto da diversi edifici, tra cui il Casino Hotel di 131 metri, inaugurato nel 1990, che comprende un casinò con 160 tavoli regolari e 520 tavoli da torneo e un hotel con 1.250 sale e un edificio per uffici, la Chairman Tower, con un'altezza di 143 metri che è stata inaugurata nel 2008.
Il Casino Hotel ha la più grande sala da poker di Atlantic City. Lo United States Poker Championship, campionato americano di poker  si svolge lì ogni anno.
Alla fine del 2013, la Chairman Tower era il terzo edificio più alto della città. La sua costruzione è costata $ 250 milioni di dollari.
Dopo anni di perdite (diversi milioni di dollari) e un vecchio stabilimento, il Trump Taj Mahal viene acquistato nel febbraio 2016 con quasi 300 milioni di dollari dal miliardario Carl Icahn. La struttura chiude i battenti il 10 ottobre 2016 con una perdita di $ 350 milioni nel corso di diversi anni e il mancato raggiungimento di un accordo con i lavoratori sindacali in sciopero. Quasi 3.000 lavoratori hanno perso il lavoro.
Il 1º marzo 2017, Hard Rock International ha annunciato il suo acquisto della proprietà Trump Taj Mahal e ha riaperto ufficialmente come Hard Rock Hotel e Casino Atlantic City, il 27 giugno 2018.